# Rafael Palmero

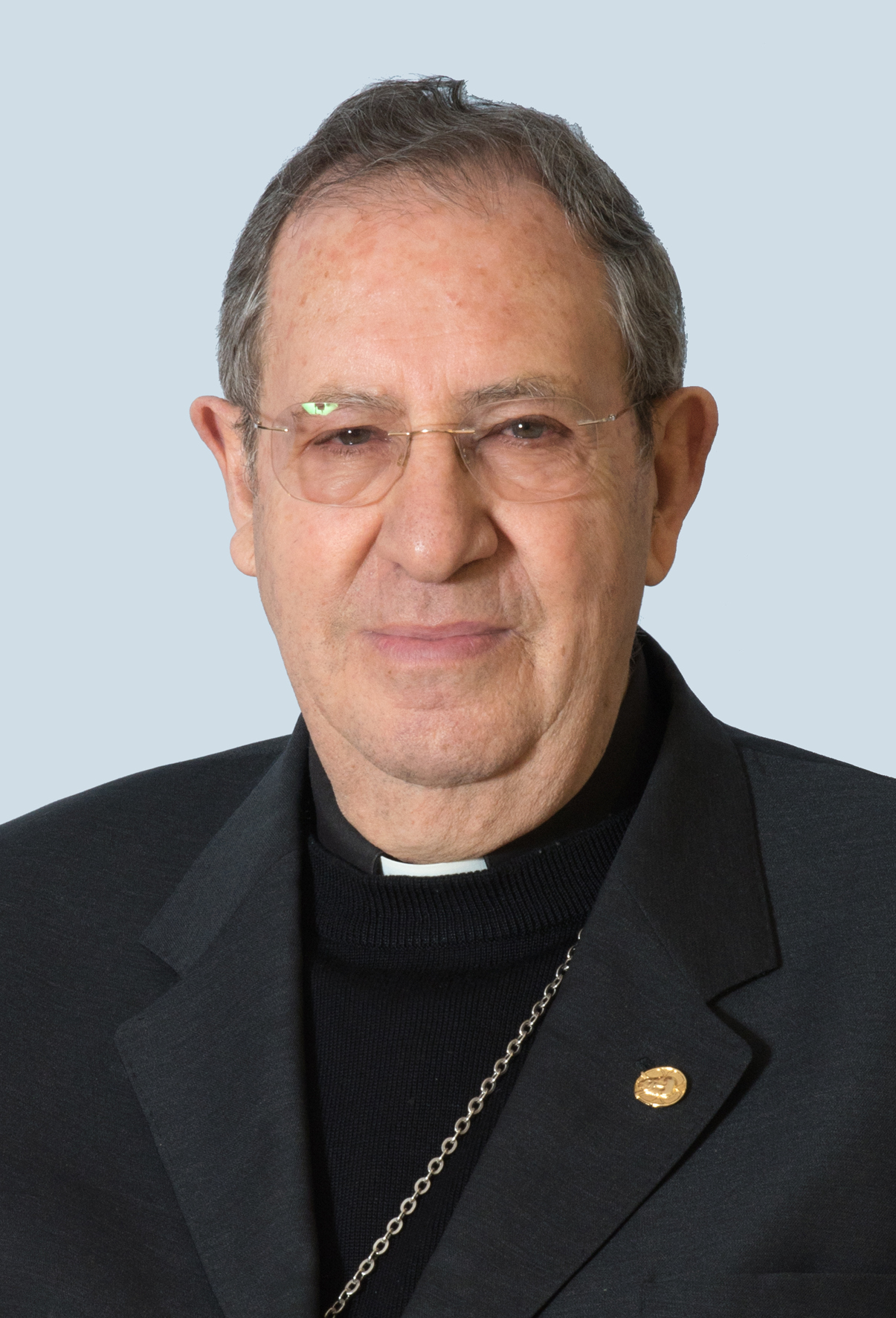
Bischof Rafael Palmero

Bischofswappen von Rafael Palmero

Rafael Palmero Ramos (* 27. Juli 1936 in Morales del Rey; † 8. März 2021 in Alicante) war ein spanischer Geistlicher und römisch-katholischer Bischof von Orihuela-Alicante.

## Leben
Rafael Palmero trat nach seinem Schulabschluss in Morales del Rey in das Priesterseminar in Astorga ein und studierte am Seminar und an der Päpstlichen Universität Gregoriana in Rom Philosophie und Katholische Theologie. In dieser Zeit war er Alumne des Päpstlichen Spanischen Kollegs. Palmero empfing am 13. September 1959 das Sakrament der Priesterweihe für das Bistum Astorga. An der Päpstlichen Universität Gregoriana wurde er mit der Arbeit Ecclesia Mater en San Agustín zum Doktor der Theologie promoviert. Zudem erwarb er am Centro Internazionale per la Formazione Sociale del Clero ein Diplom im Fach Soziologie und 1962 an der Päpstlichen Universität Heiliger Thomas von Aquin ein Lizenziat im Fach Sozialwissenschaften.
Von 1961 bis 1965 lehrte Rafael Palmero Ekklesiologie und Katholische Soziallehre am Priesterseminar in Astorga. 1963 wurde er zudem bischöflicher Delegat für die Caritas im Bistum Astorga. Palmero war ab 1968 als persönlicher Sekretär des Erzbischofs von Barcelona, Marcelo González Martín, und ab 1969 zusätzlich als Präsident der Stiftung Obra benéfica asistencial del Niño Dios in Barcelona tätig. 1972 wurde Rafael Palmero in den Klerus des Erzbistums Toledo inkardiniert. Im selben Jahr wurde er Generalvikar sowie Professor für Pastoraltheologie und Katechetik am Priesterseminar in Toledo. Ab 1974 war Palmero zusätzlich Archidiakon der Kathedrale von Toledo.
Am 24. November 1987 ernannte ihn Papst Johannes Paul II. zum Titularbischof von Petina und zum Weihbischof in Toledo. Der Erzbischof von Toledo, Marcelo Kardinal González Martín, spendete ihm am 24. Januar 1988 in der Kathedrale von Toledo die Bischofsweihe; Mitkonsekratoren waren der Bischof von Astorga, Antonio Briva Mirabent, und der Bischof von Ciudad Real, Rafael Torija de la Fuente. Als Wahlspruch wählte er Cum ipso.
Johannes Paul II. bestellte ihn am 9. Januar 1996 zum Bischof von Palencia. Die Amtseinführung erfolgte am 17. Februar desselben Jahres. Am 26. November 2005 ernannte ihn Papst Benedikt XVI. zum Bischof von Orihuela-Alicante. Die Amtseinführung erfolgte am 21. Januar 2006. Am 5. Januar 2011 berief ihn Benedikt XVI. zudem zum Mitglied des Päpstlichen Rates für die Pastoral im Krankendienst.
In der Spanischen Bischofskonferenz war Rafael Palmero Mitglied der Kommissionen für die Sozialpastoral (1987–1990), für die Bildung und Katechese (1990–1993), für die Zusammenarbeit mit anderen Kirchen (1990–1999), für die Glaubenslehre (1993–1999) und für die Pastoral (1999–2012) sowie des Rates für die ökonomischen Angelegenheiten (1999–2012). Ferner war er Verantwortlicher für die Abteilung für die Pastoral im Krankendienst.
Papst Benedikt XVI. nahm am 27. Juli 2012 das von Rafael Palmero aus Altersgründen vorgebrachte Rücktrittsgesuch an.
Rafael Palmero starb im Priesterhaus in Alicante an den Folgen einer Krebserkrankung.

## Schriften (Auswahl)
- Ecclesia Mater en San Agustín. Madrid 1970.
- El sacerdocio de los laicos. Madrid 1971.
- Santidad es alegría. Editorial Monte Carmelo, Burgos 1990.
- Teología del dolor y de la enfermedad. Editorial Monte Carmelo, Burgos 2000.
- Una serena alegría. Editorial Monte Carmelo, Burgos 2000.